# دوري أبطال أوروبا لكرة اليد 2018–19
دوري أبطال أوروبا لكرة اليد 2018–19 هو الموسم 57 من  دوري أبطال أوروبا لكرة اليد. أقيم خلال الفترة 12 سبتمبر 2018 وحتى 2 يونيو 2019، وأشرف على تنظيمه الاتحاد الأوروبي لكرة اليد، وكان عدد الأندية المشاركة فيه  28، وفاز فيه نادي فاردار لكرة اليد.